# Марс-А800
Марс-А800 — российская роботизированная платформа, разработана КБ Аврора (Avrora robotics lab). Предназначена для сопровождения стрелковых подразделений, транспортировки различных грузов в боевых условиях, а также раненых. В 2016 году на базе Рязанского воздушно-десантного училища были проведены испытания робота, были получены положительные отзывы.

## Конструкция
Марс-А800 реализована на базе гусеничного вездехода-амфибии Tinger (разработана «ООО «Механика», г. Череповец). Оборудована радаром, видеокамерой и вычислительным комплексом, позволяющем функционировать в заданном режиме передвижения от точки к точке, а также в режиме патрулирования с фиксацией обнаруженных целей. Присутствует возможность дистанционного управления позволяющая преодолевать особенно сложные участки местности. Платформа плавающая, с возможностью десантирования при помощи грузовой парашютной системы. Имеется четыре посадочных места, а также место для размещения грузов. Возможно групповое применение.

## Технические характеристики
- Длина платформы — 3 м,
- Ширина — 2,15 м,
- Высота — 1,27 м.
- Масса — 950 кг.
- Грузоподъёмность — до 500 кг.
- Скорость движения по суше — 35 км/ч
- Скорость движения по воде — 5 км/ч
- Диапазон рабочих температур — от −40° до +40°C[2]